# Brit Awards de 2026
O Brit Awards de 2026, apresentado pela British Phonographic Industry (BPI), será realizado em 28 de fevereiro de 2026, na Co-op Live Arena, em Manchester, sendo a primeira vez na história da cerimônia que ela será realizada fora de Londres.

## Antecedentes
Realizado pela primeira vez em 1977, o Brit Awards é um evento anual que reconhece o melhor da música britânica e internacional, realizado em locais de Londres desde seu lançamento, com The O2 Arena sediando a cerimônia desde 2011. Em 9 de junho, a British Phonographic Industry (BPI) anunciou um acordo de dois anos para realizar o Brit Awards na Co-op Live Arena de Manchester, o que significa que as cerimônias de 2026 e 2027 serão realizadas fora de Londres, marcando a primeira vez na história do Brit Awards que isso acontecerá. No mesmo dia, um acordo de patrocínio de três anos foi anunciado com a Sony Music UK. Andy Burnham, prefeito da Grande Manchester, saudou a mudança, descrevendo-a como um "grande feito para a Grande Manchester".
A notícia veio depois de um anúncio, em maio, de que o Mercury Prize de 2025 seria realizado em Newcastle em vez de Londres.